# Elisha Sanguya
Elisha Sanguya (nascido em 1957) é uma escultora e gravurista Inuit. Ela faz parte do Grupo Igutaq de gravuristas em Clyde River, Nunavut.
O seu trabalho encontra-se incluído nas colecções do Musée national des beaux-arts du Québec, da Galeria Nacional do Canadá e da Galeria de Arte de Winnipeg.